# Juan Amarilla
Juan Amarilla (* 20. September 2002) ist ein argentinischer Leichtathlet, der sich auf den Speerwurf spezialisiert hat.

## Sportliche Laufbahn
Erste internationale Erfahrungen sammelte Juan Amarilla im Jahr 2022, als er bei den U20-Südamerikameisterschaften in Lima mit einer Weite von 62,72 m die Goldmedaille gewann. Im Jahr darauf belegte er bei den U23-Südamerikameisterschaften in Cascavel mit 63,65 m den siebten Platz.
In den Jahren 2021 und 2022 wurde Amarilla argentinischer Meister im Speerwurf.